# Epfig
 Epfig (en alsacià Apfig) és un municipi francès, situat a la regió del Gran Est, al departament del Baix Rin. L'any 2007 tenia 2.200 habitants.
Forma part del cantó d'Obernai, del districte de Sélestat-Erstein i de la Comunitat de comunes del Pays de Barr.

## Demografia
| 1962  | 1968  | 1975  | 1982  | 1990  | 1999  |
| ----- | ----- | ----- | ----- | ----- | ----- |
| 1.718 | 1.666 | 1.691 | 1.704 | 1.753 | 1.947 |

## Administració
| Període   | Identitat          | Partit |
| --------- | ------------------ | ------ |
| 2001-2008 | Lucien Metz        |        |
| 2008-     | Jean-Claude Mandry |        |

## Església de Santa Margarida

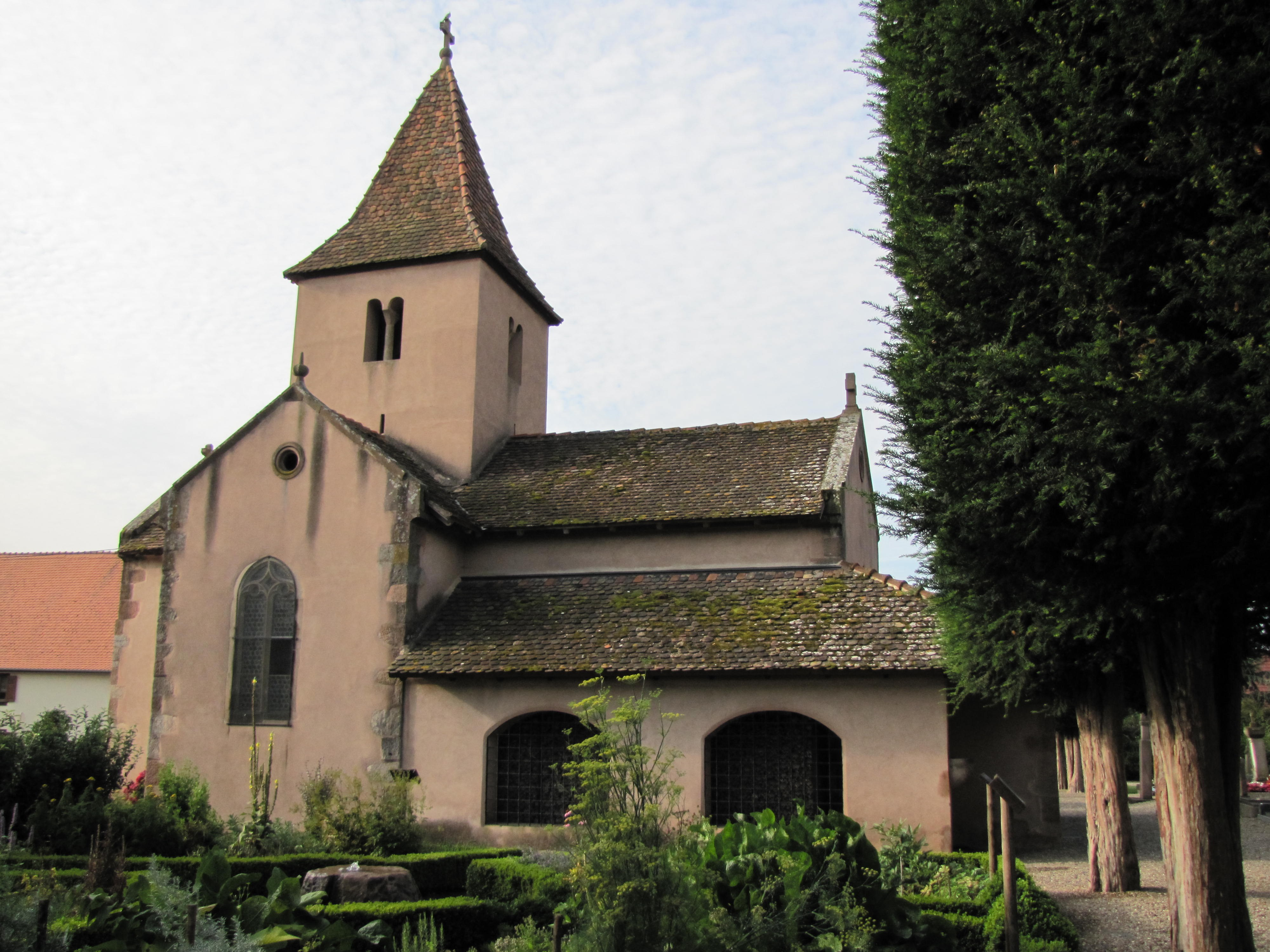
Vista de l'església
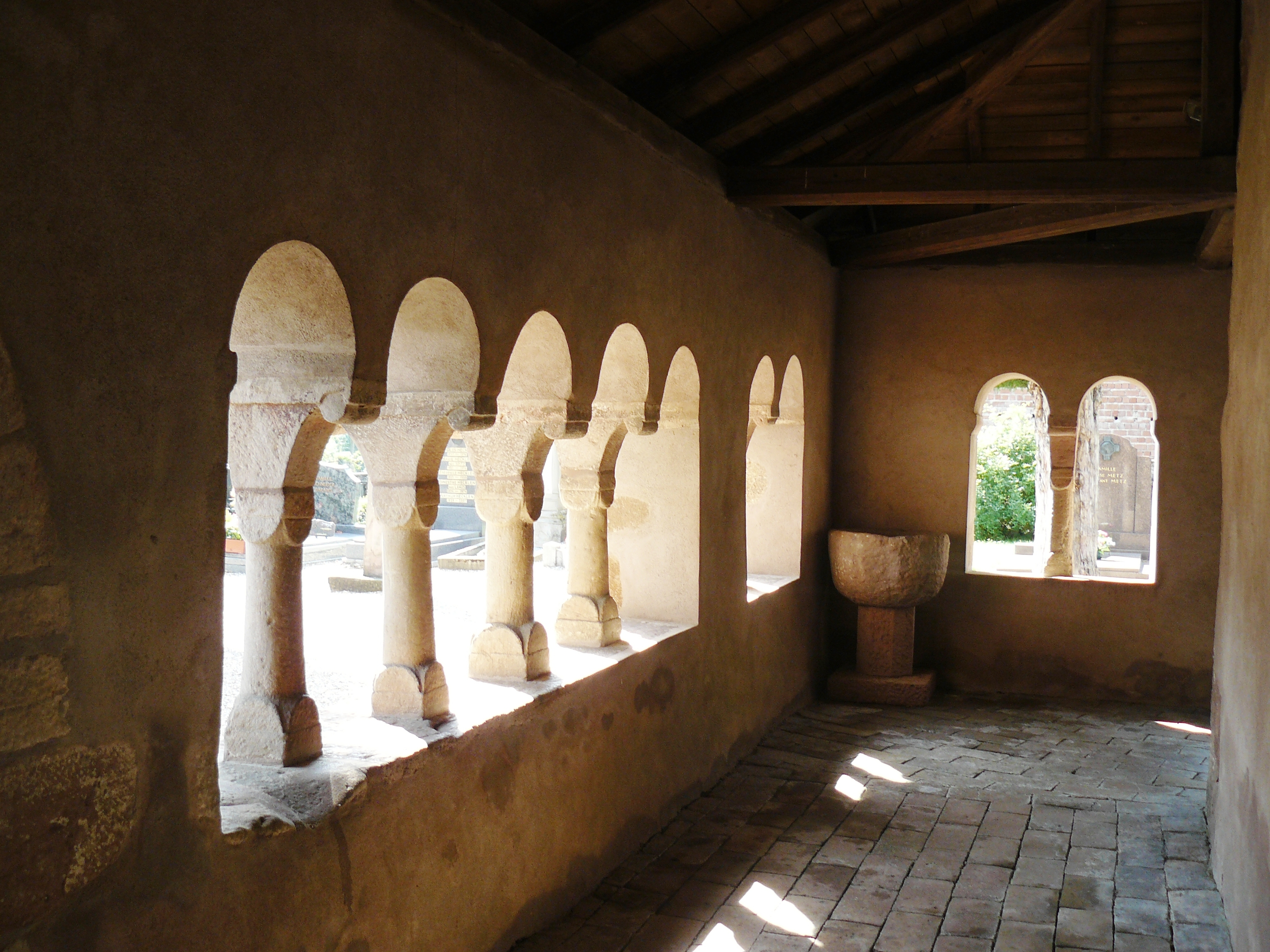
Una altra vista
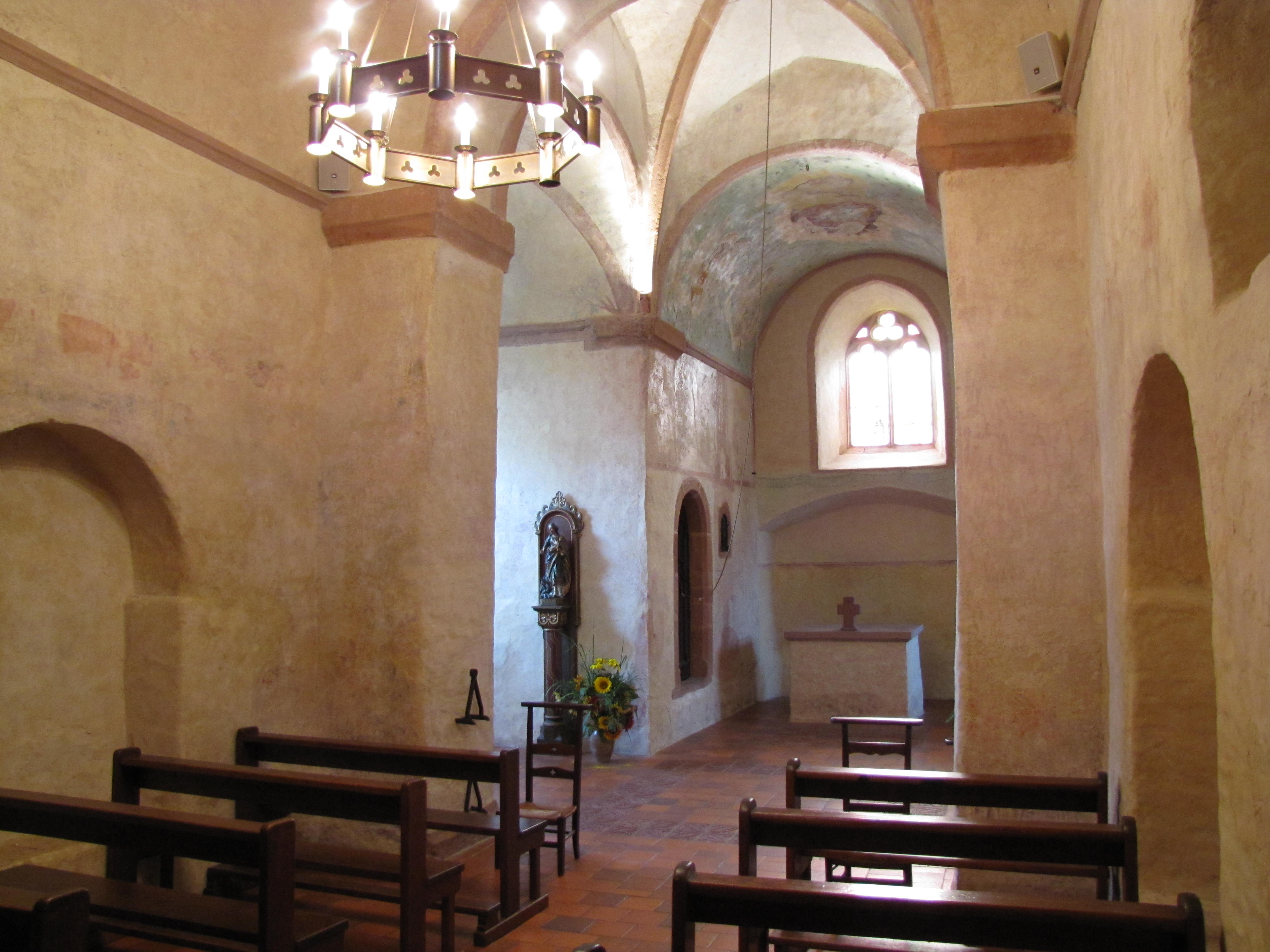
Interior
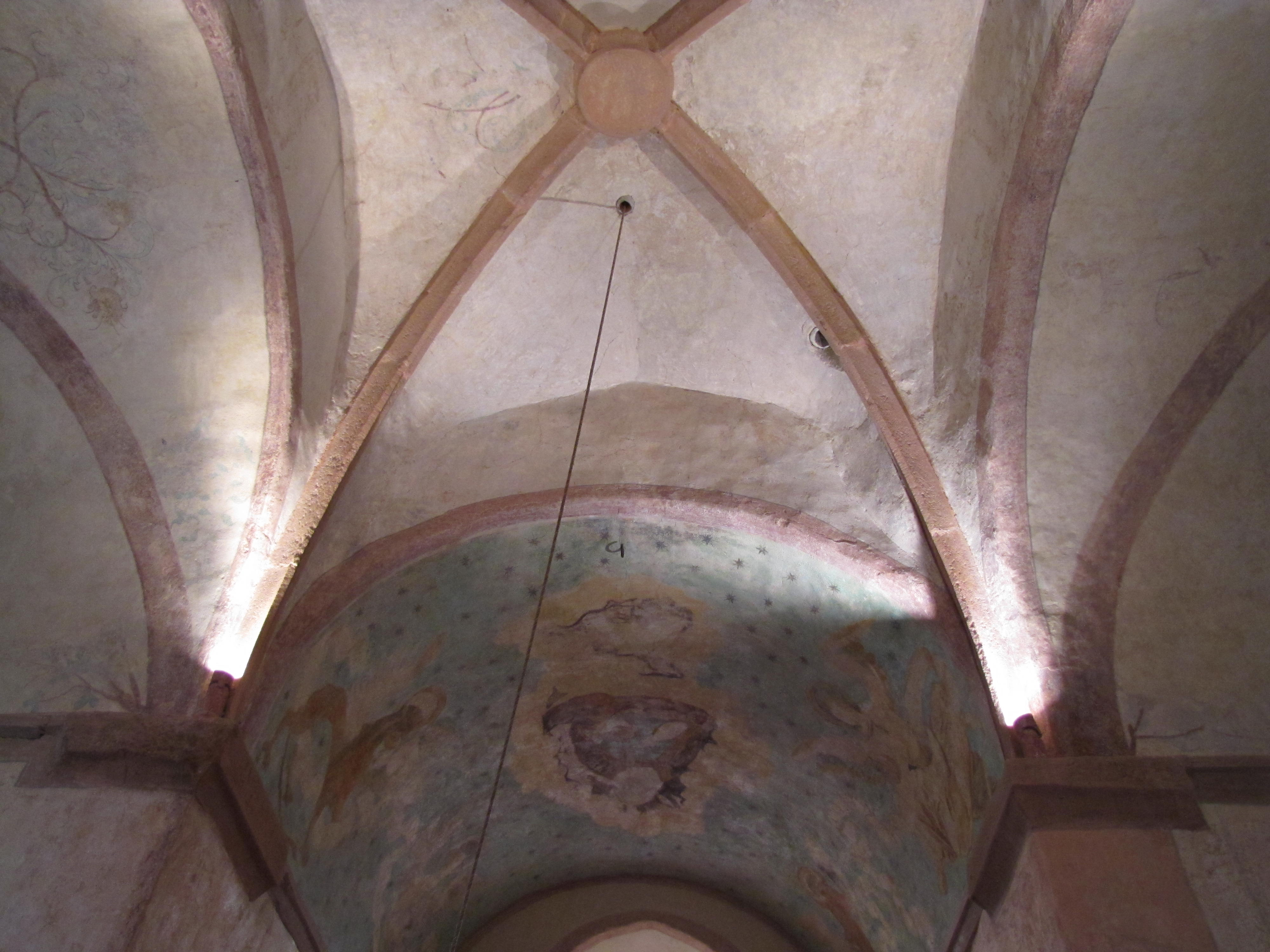
Interior